# Hartwell (Buckinghamshire)
Hartwell – wieś w Anglii, w hrabstwie Buckinghamshire, w dystrykcie (unitary authority) Buckinghamshire.